# Musées et Société en Wallonie
Musées et Société en Wallonie est une association sans but lucratif pour un réseau des musées de la Communauté française de Belgique en Région wallonne.
Fondée en 1998, MSW promeut les institutions muséales situées en Région wallonne notamment par un réseau de concertation des activités. L'association veut valoriser la culture et l'insérer dans le tissu social et économique, particulièrement au niveau du tourisme. 
Musées et Société en Wallonie travaille avec d'autres associations professionnelles. Un accord de partenariat établi en 2000 avec la Société des Musées Québécois a été suivi d'autres (avec l'Office de Coopération et d’Information Muséales (OCIM), la Direction des Musées de France (DMF), l'Association des musées suisses (AMS)).
Musées et Société en Wallonie participe aussi au travail de l'asbl Attraction et Tourisme quant à l'emploi dans ce secteur.
Elle coordonne le réseau Archéopass qui fédère les musées et sites archéologiques en Région wallonne. Créé en 2005, le réseau vise à développer la diffusion de l'archéologie vers un public le plus large possible. Il a également comme objectif d'utiliser l'archéologie comme outil d'apprentissage et de réflexion sur le passé ainsi que sur les enjeux de la société contemporaine et de valoriser le travail mené par les archéologues de terrain.